# كامبل سكوت
كامبل سكوت (بالإنجليزية: Campbell Scott)‏ مواليد 19 يوليو 1961 في نيويورك، نيويورك، الولايات المتحدة، هو ممثل ومؤدي أصوات ومخرج ومنتج أمريكي بدأ مسيرته الفنية عام 1986.

## الأعمال
- 2007: موسيقى و كلمات
- 2008: فيبي في بلاد العجائب
- 1990: السماء الواقية
- 2005: طرد الأرواح من إيميلي روز
- 2012: سبايدرمان المذهل
- 2014: الرجل العنكبوت المذهل 2

## وصلات خارجية
- كامبل سكوت على موقع IMDb (الإنجليزية)
- كامبل سكوت على موقع ميوزك برينز (الإنجليزية)
- كامبل سكوت على موقع أول موفي (الإنجليزية)
- كامبل سكوت على موقع قاعدة بيانات برودواي على الإنترنت (الإنجليزية)
- كامبل سكوت على موقع قاعدة بيانات الأفلام السويدية (السويدية)
- كامبل سكوت على موقع إن إن دي بي (الإنجليزية)
- كامبل سكوت على موقع ديسكوغز (الإنجليزية)
- كامبل سكوت على موقع قاعدة بيانات الفيلم (الإنجليزية)
- كامبل سكوت على موقع كينوبويسك (الروسية)